# The Last Ship (phim truyền hình)
The Last Ship là một bộ phim truyền hình hành động của Mỹ, bộ phim được sáng tác dựa trên tiểu thuyết cùng tên năm 1988 của William Brinkley. Bộ phim ra mắt vào ngày 22 tháng 6 năm 2014, và dự kiến kết thúc vào mùa thứ năm ngày 11 tháng 11 năm 2018.
Vào tháng 5 năm 2013, nhà mạng TNT đã đặt hàng 10 tập cho bộ phim. [3] Loạt phim được công chiếu vào ngày 22 tháng 6 năm 2014, lúc 9:00 tối (Giờ EDT)
Ngày 31 tháng 7 năm 2016, The Last Ship đã được gia hạn cho 10 tập mùa thứ tư, được công chiếu vào ngày 20, 2017. Vào tháng 8, năm 2016, TNT chuẩn bị cho 10 tập mùa thứ năm và bộ phim được quay ngay lập tức sau mùa bốn và được công chiếu vào tháng 9 năm 2018. Tập cuối cùng sẽ được công chiếu vào tháng 11 năm 2018.
Trên Metacritic, mùa đầu tiên có số điểm trung bình là 60 trên 100 dựa trên 22 nhà phê bình, cho thấy "các bài đánh giá chung thuận lợi". [24] Rotten Tomatoes cho thấy 66%, với xếp hạng trung bình là 6/10 dựa trên 29 đánh giá, tính đến tháng 10 năm 2015. Các trang web đồng thuận: "Chuỗi hành động có kích thước phim và dàn diễn viên xinh đẹp cung cấp thuyền buồm trơn tru cho The Last Ship, mặc dù nó không phải là thứ chưa từng thấy trước đây. "[25]
Vào tháng 7 năm 2015, Ray Rahman của Entertainment Weekly nói về mùa thứ hai, "Câu chuyện trở nên thú vị hơn khi chúng tôi có được cảm giác trên mặt đất về việc đại dịch Mỹ tàn phá như thế nào." [26]